# Fortunato Baliani
Fortunato Baliani (Foligno, 6 de julio de 1974) es un ciclista italiano.
Debutó como profesional en 1998 con el equipo Kross. El 17 de junio de 2014 anunció su retirada del ciclismo tras dieciséis temporadas como profesional y con 39 años de edad.

## Palmarés
2006
- Subida al Naranco

2007
- Gran Premio Ciudad de Camaiore

2009
- Giro Reggio Calabria

2011
- Tour de Kumano, más 1 etapa
- Brixia Tour

2012
- Tour de Japón, más 1 etapa
- Tour de Kumano, más 1 etapa
- 1 etapa de la Vuelta a Serbia

2013
- Tour de Japón

## Resultados en Grandes Vueltas
| Carrera | Carrera         | 1998 | 1999 | 2000 | 2001 | 2002 | 2003 | 2004 | 2005 | 2006 | 2007 | 2008 | 2009 | 2010 | 2011 | 2012 | 2013 | 2014 |
| ------- | --------------- | ---- | ---- | ---- | ---- | ---- | ---- | ---- | ---- | ---- | ---- | ---- | ---- | ---- | ---- | ---- | ---- | ---- |
|         | Giro de Italia  | —    | —    | 71.º | 32.º | Ab.  | 51.º | 38.º | —    | 46.º | 24.º | 12.º | —    | —    | —    | —    | —    | —    |
|         | Tour de Francia | —    | —    | —    | —    | —    | —    | —    | —    | —    | —    | —    | —    | —    | —    | —    | —    | —    |
|         | Vuelta a España | —    | —    | —    | —    | —    | —    | —    | —    | —    | —    | —    | —    | —    | —    | —    | —    | —    |

Ab.: abandono
—: no participa

## Equipos
- Kros (1998)
- Selle Italia (1999-2002)
- Formaggi Pinzolo Fiave (2003)
- Ceramica Panaria (2004-2008)
- CSF Group-Navigare (2009)
- Miche (2010)
- Nippo (2011-2013)
  - D'Angelo & Antenucci-Nippo (2011)
  - Team Nippo (2012)
  - Team Nippo-De Rosa (2013)
- Christina Watches-Kuma (2014)